# Giovanni Maria Cauzzi
Giovanni Maria Cauzzi (Cremona?, ... – Fornovo di Taro, 6 luglio 1495) è stato un nobile e generale italiano.

## Biografia
Giovanni Maria Cauzzi Calvisano Gonzaga, conte di Calvisano, fu al servizio del marchese di Mantova Francesco II Gonzaga. 

## Discendenza
Sposò Costanza Suardi, dalla quale ebbe un figlio Francesco (1494-1528), che convolò a nozze nel 1514 con Isabella Boschetti, futura favorita del duca di Mantova Federico II Gonzaga. Francesco morì in circostanze misteriose.
Giovanni Maria perì nella battaglia di Fornovo del 6 luglio 1495.